# Saint-Claud
Saint-Claud är en kommun i departementet Charente i regionen Nouvelle-Aquitaine i västra Frankrike. Kommunen ligger  i kantonen Saint-Claud som ligger i arrondissementet Confolens. År 2022 hade Saint-Claud 1 033 invånare.

## Befolkningsutveckling
Antalet invånare i kommunen Saint-Claud
Referens:INSEE